# Sur les chemins du retour
Sur les chemins du retour è il secondo album del rapper francese Youssoupha, pubblicato il 12 ottobre 2009.

## Controversie
In seguito alla pubblicazione dell'album è entrato nel mirino della critica nazionale venendo accusato di aver diffamato, nella traccia À force de le dire, il noto editorialista francese Eric Zemmour. In particolare furono le seguenti parole a creare indignazione: "J'mets un billet sur la tête de celui qui fera taire ce con d'Éric Zemmour".
Nel 2012 la corte d'appello di Parigi giudica non colpevole il rapper. Successivamente Youssoupha venne ufficialmente riabilitato.
Per le parole contro Zemmour venne fortemente criticato dai partiti di destra ed estrema destra francesi.
Youssoupha ritornerà a parlare di questa critica nel singolo Menace de mort, presente nel suo terzo album, Noir D****.

## Tracce
1. Aéroport (intro) – 2:19
2. Apprentissage – 4:09
3. Itinéraire d'un blédard devenu banlieusard – 5:01
4. A force de le dire – 5:52
5. Le ghetto n'est pas un abri – 3:55
6. Calmement – 4:08
7. Escale (interlude) – 1:15
8. La même adresse – 4:26
9. Le message – 5:14
10. L'effet papillon – 5:50
11. Check de l'épaule (feat. S-Pi) – 4:13
12. Dans la légende (feat. Ayna) – 4:19
13. Quinze ans en arrière – 7:02